# Fratafernes
Fratafernes (en griego antiguo: Φραταφέρνης) fue un sátrapa persa que vivió en el siglo IV a. C. y que gobernó las regiones de Partia e Hircania, bajo el reinado del último rey aqueménida Darío III, al cual se unió con los soldados provenientes de las provincias que estaban bajo su gobierno, poco antes de la batalla de Gaugamela, en el 321 a. C. Más tarde acompañó al Rey de Reyes en su viaje a Hircania, pero, después de la muerte de Darío, se rindió voluntariamente a Alejandro, el cual le recibió con amabilidad, y pasó poco tiempo hasta que le fue restituida su satrapía. Al menos es mencionado por Arriano como sátrapa de Partia, durante la marcha de Alejandro contra el rebelde Besos. Fratafernes es destacado por el rey macedonio junto a Erigio y Carano para destruir la revuelta de Satibarzanes en Aria, durante el año 329 a. C. Se volvió a encontrar con el Alejandro en Zariaspa un año después. En el invierno de ese mismo año (328 - 327 a. C.), durante la estancia del rey en Nautaca, Fratafernes fue nuevamente enviado a reducir la desobediencia del sátrapa de Mardi y Tapuri, Autofradates, al cual capturó y envió cautivo al rey, quien poco después le ejecutó por su actitud rebelde. En la India se reencontró con Alejandro, poco después de la derrota del rey Poros en la batalla del Hydaspes, pero parece que volvió luego a su provincia, desde donde envió a su hijo Farasmanes, con una larga caravana de camellos y animales de carga, para aprovisionar y ayudar al ejército macedonio en su catastrófica marcha a través de Gedrosia.

A partir de este momento no se le vuelve a mencionar hasta la muerte de Alejandro en el 323 a. C. En la primera división tras este hecho retuvo el gobierno de su satrapía; pero es probable que muriera antes de la segunda partición por el Pacto de Triparadiso (321 a. C.), ya que en ese momento, la satrapía de Partia se encontraba bajo el mando de Filipo, el cual había sido anteriormente sátrapa de Sogdiana.